# Tema de Dirráquio
O Tema de Dirráquio (em grego: θέμα Δυρραχίου) foi uma província (tema) militar-civil bizantina, localizada na moderna Albânia, cobrindo a costa adriático do país. Foi criado no início do século IX e batizado com o nome de sua capital, Dirráquio (moderna Durrës), mas era conhecido também como Tema da Ilíria.

## História
A data exata de criação do tema é incerta; um estratego de Dirráquio é atestado no Taktikon Uspensky de 842, mas selos de vários estrategos datados de décadas antes sobreviveram. J. B. Bury propôs a sua criação, ao lado dos temas do Peloponeso e Cefalônia no começo do século IX, com o historiador Jadran Ferluga colocando a data de sua criação no reinado do imperador Nicéforo I, o Logóteta (r. 802–811). Durante as guerras bizantino-búlgaras do final do século X e começo do XI, a cidade de Dirráquio parece ter sido autônoma ou, às vezes, sob suserania búlgara. A partir de meados do século XI em diante, seu governador ostentava o título de duque ou catepano. Em 1040-1041, as tropas do tema, sob seu líder Ticomiro, rebelaram-se e juntaram-se a revolta de Pedro Deliano.
Durante o final do século XI começo do XII, a cidade de Dirráquio e sua província foram de grande importância para o Império Bizantino. A cidade era a "chave da Albânia" e o principal ponto de entrada para o comércio, mas também para os invasores da Itália, e foi idealmente colocada para controlar as ações dos governantes eslavos dos Bálcãs Ocidentais. Assim, o duque de Dirráquio tornou-se a autoridade sênior bizantina em todas as províncias dos Bálcãs Ocidentais. Dois sucessivos governadores, Nicéforo Briênio, o Velho e Nicéforo Basilácio, utilizaram este posto como uma plataforma para suas ambições imperiais no final da década de 1070. A região também desempenhou papel crucial nas guerras bizantino-normandas, sendo ocupada pelos normandos em 1081-1084. Após sua recuperação, o imperador Aleixo I Comneno confiou o comando do tema a alguns de seus parentes mais próximos. No entanto, os magnatas da cidade (arcontes) mantiveram grande influência e autonomia de ação por toda parte, e foram eles que, em 1205, após o saque de Constantinopla pela Quarta Cruzada entregaram a cidade para os venezianos.

## Lista de governadores conhecidos
- Leão Rabduco (917)
- Nicetas Pegonita (até 1018)
- Eustácio Dafnomeles (1018-1029)
- Basílio Sinadeno (ca. 1040)
- Miguel Mauricas (final dos anos 1060, começos dos 1070)
- Nicéforo Biênio (ca. 1075)
- Nicéforo Basilácio (ca. 1078)
- Jorge Paleólogo (1081)
- João Ducas (1085-1092)
- João Comneno (1092-1105)
- Aleixo Comneno (1105 - após 1108)
- Aleixo Contostefano (segunda metade do século XII)
- Aleixo Ducas (meados do século XII)
- Constantino Ducas (ca. 1175)